# (3218) Delphine
(3218) Delphine (6611 P-L) – planetoida z grupy pasa głównego asteroid okrążająca Słońce w ciągu 4,01 lat w średniej odległości 2,52 au. Odkryta 24 września 1960 roku.